# Paragalaxias
Paragalaxias is een geslacht van straalvinnige vissen uit de familie van de snoekforellen (Galaxiidae).

## Soorten
- Paragalaxias dissimilis (Regan, 1906)
- Paragalaxias eleotroides McDowall & Fulton, 1978
- Paragalaxias julianus McDowall & Fulton, 1978
- Paragalaxias mesotes McDowall & Fulton, 1978